# Thawb

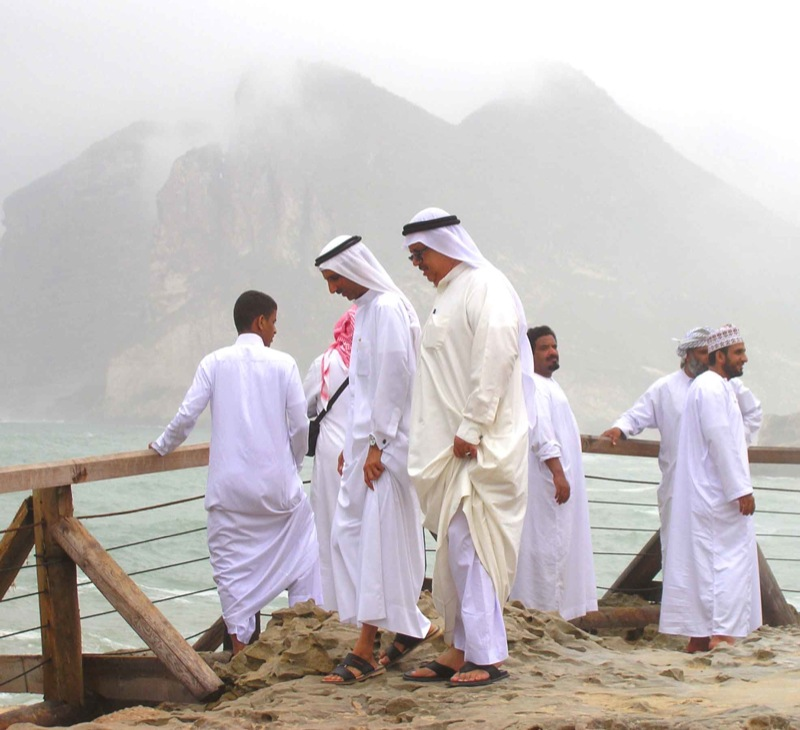
Mit dem Thawb bekleidete Männer

Der Thawb (von arabisch ثوب, DMG ṯaub ‚Gewand‘), in Oman, Kuwait, Irak und Katar Dischdascha (دشداشة, DMG dišdāša, auch Dishdasha), in den Vereinigten Arabischen Emiraten Kandura (كندورة, DMG kandūra), in Saudi-Arabien Qamis (قميص, DMG qamīṣ, auch Khameez) oder in Libyen Suriyah genannt, ist ein luftiges, knöchellanges, in der Regel langärmeliges, baumwollenes (seltener wollenes) und meist weißes Gewand, das traditionell in den Wüstenregionen der Arabischen Halbinsel und verschiedenen Nachbargebieten vorwiegend von Männern getragen wird. 
Die Kragen- und Ärmelformen variieren von einer Region zur anderen:
- In Oman wird die Dischdascha ohne Kragen und ohne Manschette getragen. Vom runden Ausschnitt baumelt eine Quaste, die parfümiert werden kann. Der modische Omaner trägt die Dischdascha gerne in Pastelltönen und unterscheidet sich damit von den männlichen Bewohnern der arabischen Nachbarländer, in denen die weiße Dischdascha vorherrscht. Zur Dischdascha trägt man als Kopfbedeckung eine Kofia (wie beim Herrn ganz rechts im Bild zu sehen ist). Bei formaleren Anlässen wie z. B. traditionellen Festen oder Familienfesten wird allerdings der Turban zur Dischdascha getragen (ähnlich wie in der westlichen Kultur eine Krawatte zum Anzug getragen wird). Zusätzlich wird dann auch das Khanjar angelegt.
- In Katar, Dubai und Abu Dhabi werden die Dischdaschas bzw. Kanduras häufig – in Anlehnung an die westliche Kultur – mit Kragen, Umschlagmanschette und Manschettenknöpfen getragen.